# Bắc Kỳ
Bắc Kỳ (chữ Hán: 北圻) là địa danh do vua Minh Mạng ấn định vào năm 1834 trong cuộc cải cách hành chính để mô tả vùng đất từ tỉnh Ninh Bình trở ra Bắc của Đại Nam, thay cho địa danh Bắc Thành. Hiện nay, cách gọi này đôi khi được một số người miền Nam dùng để phân biệt họ với những người di cư có quê quán từ miền Bắc Việt Nam, nhiều khi mang hàm ý kì thị vùng miền. Tuy nhiên, lí do phân biệt này là thực ra là sai về mặt lịch sử, bởi tất cả người Kinh ở miền Nam Việt Nam (trừ người dân tộc thiểu số như người Khmer, người Hoa) vốn đều có tổ tiên là người Kinh ở miền Bắc Việt Nam, chỉ mới di cư vào Nam Bộ từ thời chúa Nguyễn (khoảng thế kỉ 17-18).
Trong thời kì Pháp thuộc, chính quyền thực dân Pháp duy trì tên gọi 3 xứ của Việt Nam có từ trước đó, nhưng áp dụng chế độ cai trị riêng biệt với mỗi xứ: xứ thuộc địa Nam Kỳ, xứ bảo hộ Trung Kỳ với một số đặc quyền cho Nhà Nguyễn, và xứ bảo hộ Bắc Kỳ. Danh xưng Bắc Kỳ được duy trì cho đến năm 1945 khi được thay bằng tên gọi Bắc Bộ dưới thời Chính phủ Đế quốc Việt Nam.

## Địa danh Tonkin
"Tonkin" vốn là đọc trại âm tên Hán-Việt của địa danh Hà Nội, thời nhà Lê sơ gọi là Đông Kinh (東京). Vì đó cũng là trung tâm hành chính và thương mại miền Bắc nên Tonkin được người phương Tây dùng để chỉ toàn xứ Đàng Ngoài thời Trịnh - Nguyễn phân tranh dưới nhiều dạng như Tunquin, Tonquin, Tongking, Tongkin, và Tonkin. Cách viết phản ánh văn tự của người Bồ Đào Nha, Tây Ban Nha, Anh và Pháp khi phát âm "Đông Kinh". Sang thế kỷ 19 địa danh "Tonkin" được người Pháp chỉ định riêng xứ Bắc Kỳ của triều Minh Mạng trở đi.

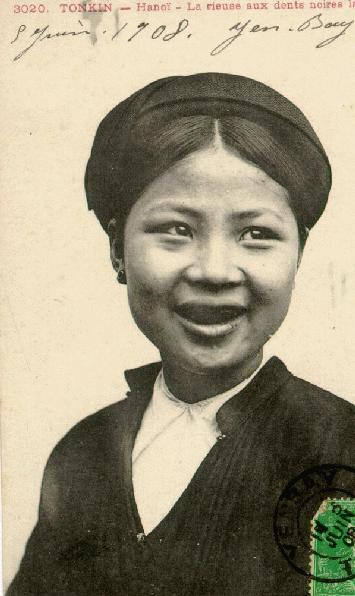
Nụ cười cô gái Bắc Kỳ, 1905
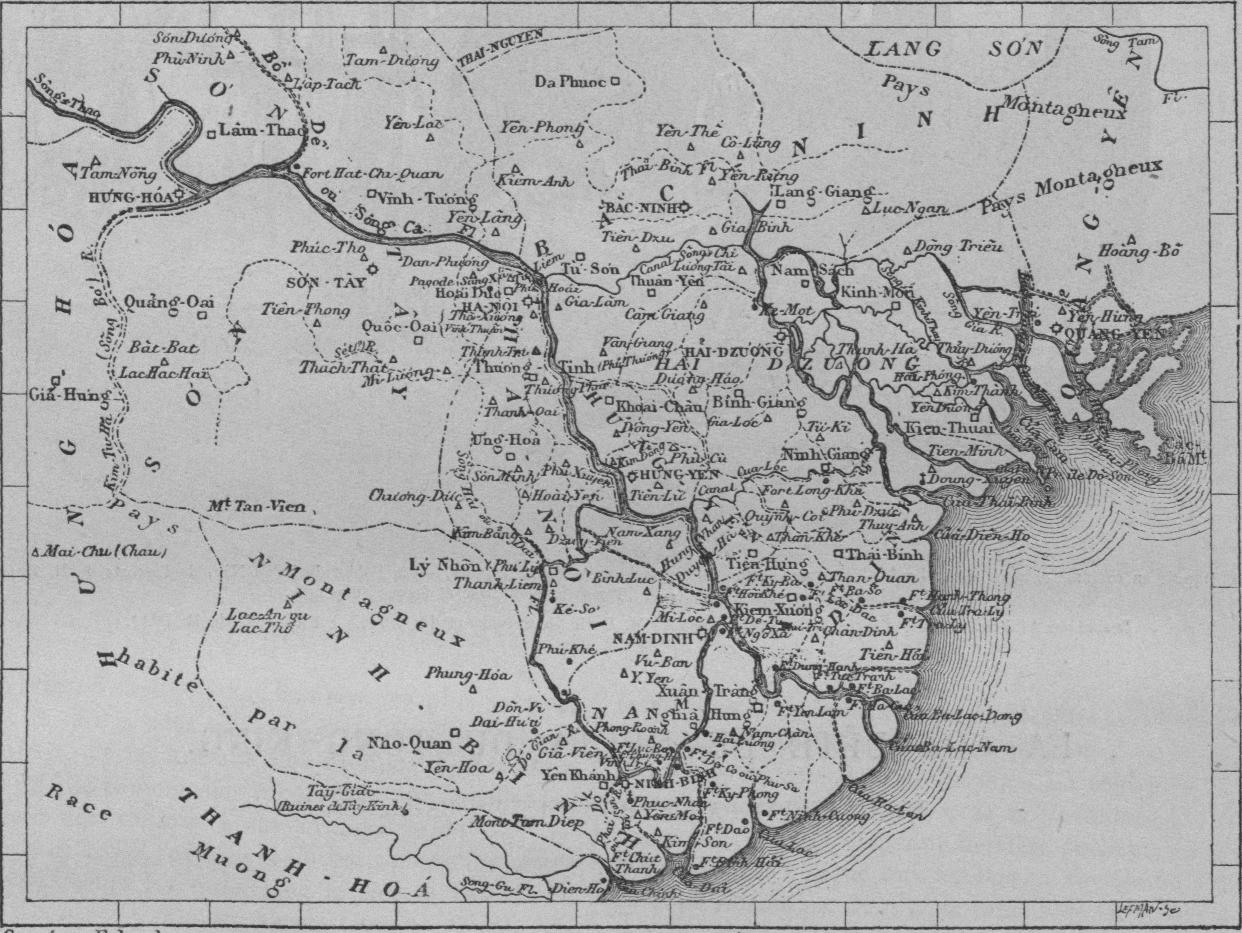
Bản đồ trung châu Bắc Kỳ năm 1873
Bản đồ Bắc Kỳ 1831-1885 trích từ Việt Nam toàn cảnh dư đồ (越南全境輿圖).
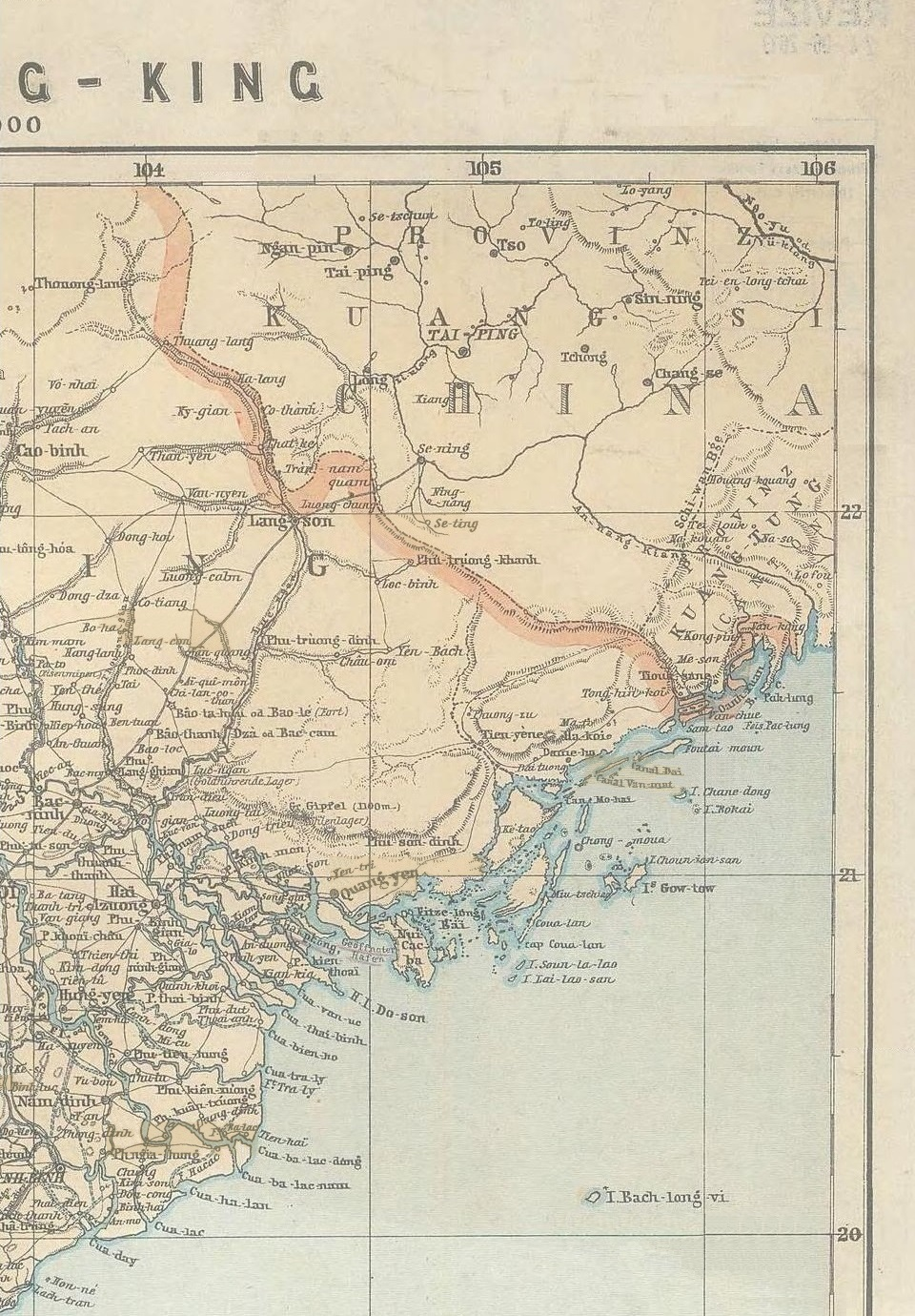
Bản đồ đông phần Bắc Kỳ năm 1883 và biên giới với Trung Hoa
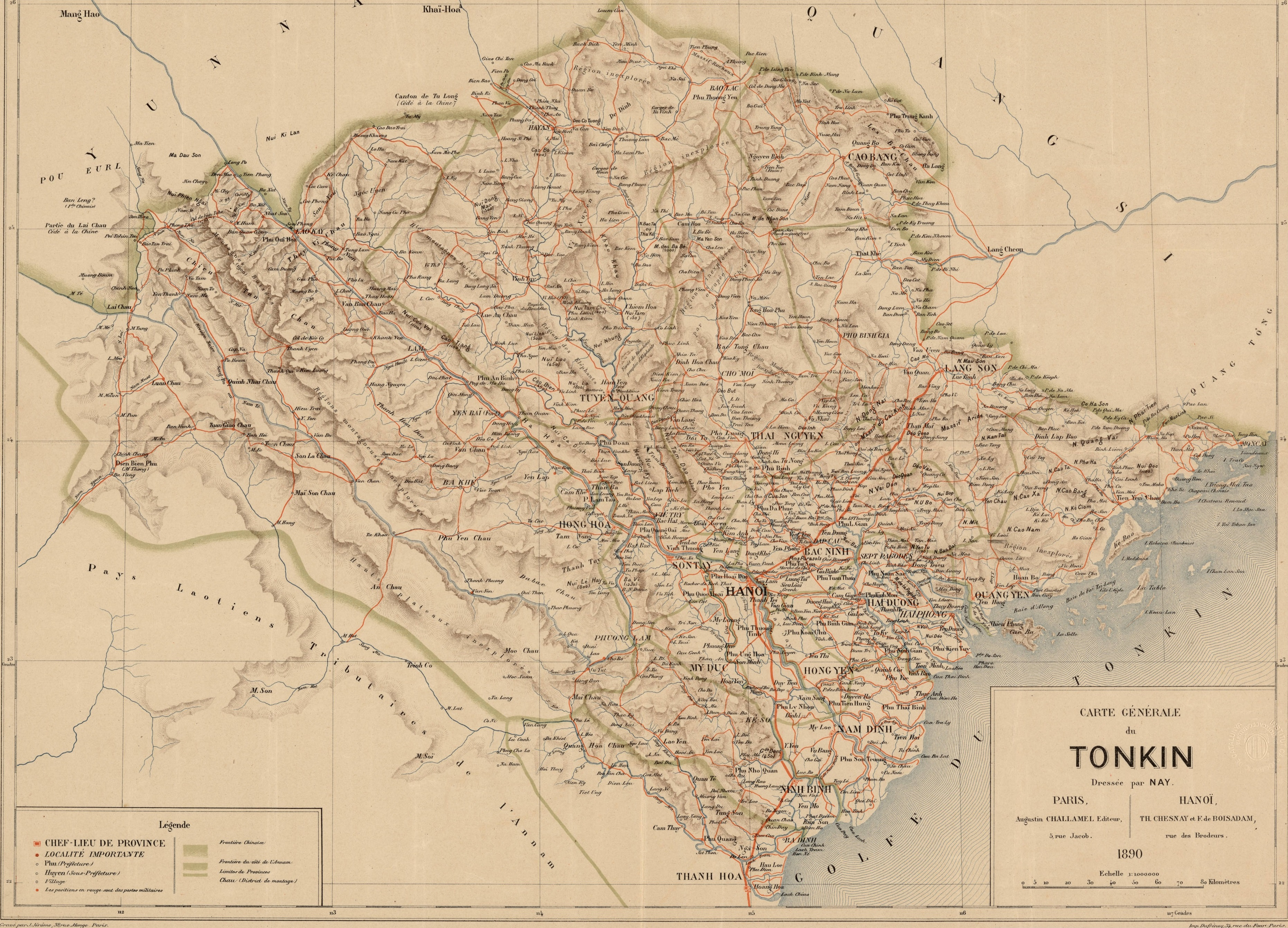
Bản đồ Bắc Kỳ năm 1890 sau Công ước Pháp-Thanh 1887 nhưng trước Công ước Pháp-Thanh 1895
Bản đồ Bắc Kỳ (Tonkin) năm 1890 (tỷ lệː 1/500000)
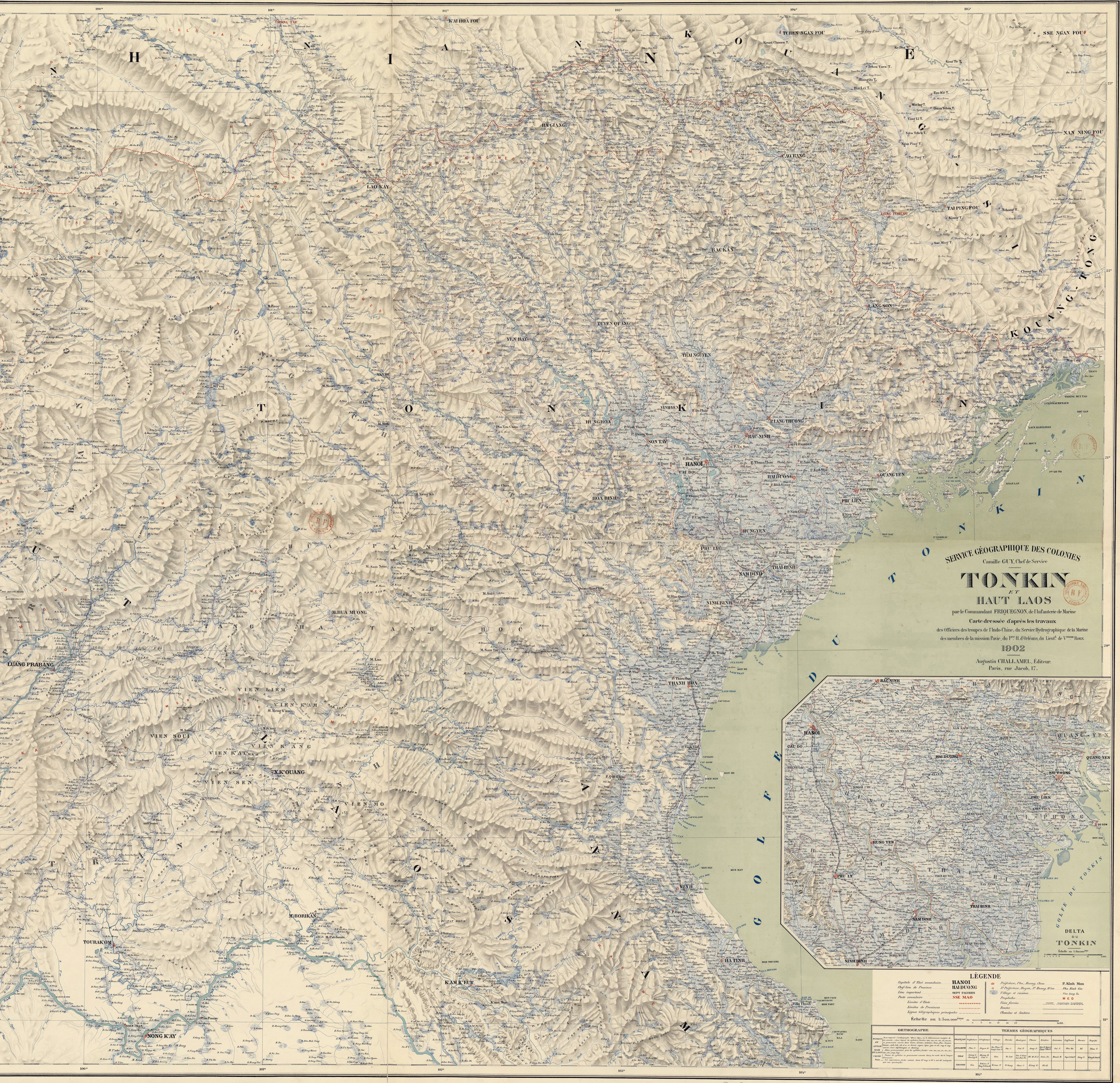
Bản đồ Bắc Kỳ (Tonkin) thuộc Pháp năm 1902

1. ↑  Hữu Ngọc "Wandering through Vietnamese Culture". Thé̂ giới publishers, 2004, reprinted April 2006 & 2008, 1 124 pp. ISBN 90-78239-01-8
2. ↑  Forbes, Andrew, and Henley, David: Vietnam Past and Present: The North (History and culture of Hanoi and Tonkin). Chiang Mai. Cognoscenti Books, 2012. ASIN: B006DCCM9Q.
3. ↑  Hoài Nhân (ngày 9 tháng 8 năm 2019). “Giết người vì bị nói 'Bắc kỳ con': Cha đột tử vì con, mẹ già nhận hai nỗi đau”. Thanh niên. Truy cập ngày 11 tháng 4 năm 2021.
4. ↑  Chủ quyền lãnh thổ của Việt Nam trên vùng đất Nam Bộ (GS.TSKH Vũ Minh Giang)